# Amt Scharnebeck
Das Amt Scharnebeck war ein historisches Verwaltungsgebiet des Fürstentums Lüneburg bzw. des Königreichs Hannover.

## Geschichte
Das Amt Scharnebeck geht auf das um 1250 gegründete Zisterzienserkloster Scharnebeck und seine Güter zurück. Dessen Konvent löste sich auf, nachdem Heinrich Radbrock als letzter Abt die Verwaltung im Zuge der Reformation 1529 an Ernst den Bekenner übertragen hatte. 1569 erhielt der Begründer der Dannenberger Nebenlinie des Lüneburger Herzogshauses, Herzog Heinrich, das Amt. Er baute Scharnebeck zum Schloss aus, das später seiner Frau Ursula von Sachsen-Lauenburg als Witwensitz diente. Deren Vater schenkte ihr 1572 die Dörfer Bullendorf und Echem, so dass sich ein geschlossener Besitzkomplex bildete. 1671 fiel das Amt an die Celle Linie der Welfen zurück. 1794/95 wurde es mit dem Amt Bütlingen vereinigt und im Zuge weiterer Besitzbereinigungen um die Dörfer Süttorf, Boltersen (bisher teilweise zum Amt Lüne) und Neetze (vorher zur Amtsvogtei Bienenbüttel) vermehrt. Das Amt Scharnebeck und Bütlingen wurde nach der französisch-westphälischen Herrschaft in alter Form wiederhergestellt. 1852 wurde es aufgehoben und größtenteils an die Ämter Artlenburg und Lüne aufgeteilt. Neetze und Süttorf kamen an das Amt Bleckede.

## Amtmänner
- 1706–1727: Melchior Albrecht von Ramdohr (1678–1727), Amtmann
- 1818–1836: Peter Friedrich Ludwig von Witzendorff, Drost, ab 1832 Oberhauptmann
- 1837–1852: Gustav Heinrich Selig, Amtsassessor